# Malebo
Malebo is een bestuurslaag in het regentschap Temanggung van de provincie Midden-Java, Indonesië. Malebo telt 3801 inwoners (volkstelling 2010).